# Torregamones
Torregamones est une municipalité espagnole de la communauté autonome de Castille-et-León et de la province de Zamora. 1u 1er janvier 2022 elle compte 240 habitants.

## Géographie et climat
Torregamones se trouve sur le plateau castillan à environ 730 m d'altitude , à la frontière entre le Portugal et l'Espagne materialisée par le Douro . La capitale provinciale Zamora se trouve à environ 39 km à l'est. Le climat Temperé est froid en hiver et chaud en été. Les précipitations (environ 593 mm/an) surviennent tout au long de l'année.

## Démographie
| Année      | 1970 | 1981 | 1991 | 2001 | 2011 | 2021 | 2022 |
| Population | 536  | 467  | 388  | 344  | 299  | 237  | 240  |

Le déclin  de la population dans la seconde moitié du XXe siècle est dû en grande partie à la mécanisation de l'agriculture et à la perte d'emplois qui en découle.

## Protection de la nature
La biodiversité de son territoire communal a été protégée par l'UNESCO comme réserve de biosphère transfrontalière sous le nom de Meseta Ibérica (Plateau Ibérique), par l'Union européenne avec le réseau Natura 2000 et par la communauté autonome de Castilla y León comme parc naturel, sous le nom d’Arribes del Duero. La triple protection de cet espace naturel vise à préserver ses valeurs naturelles, de valeur paysagère et faunistique, dans lesquelles la présence d'oiseaux tels que le vautour fauve, la cigogne noire, le faucon pèlerin, le vautour percnoptère, le crave à bec rouge , la chouette royale, l'aigle royal et l'aigle de Bonelli. De plus, la conservation de ce territoire en a fait une référence pour le tourisme de nature au cours des dernières décennies.

## Images

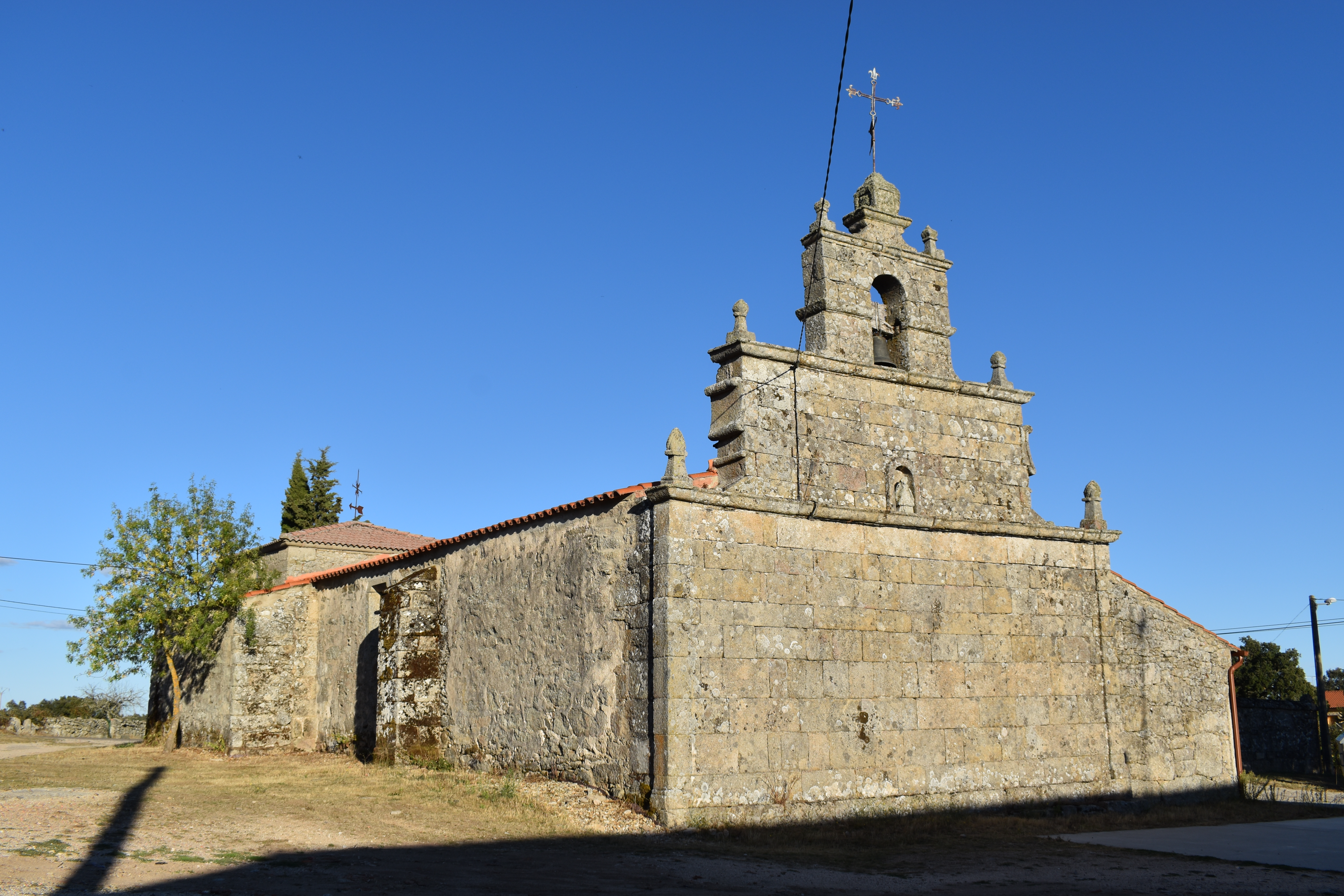
Église
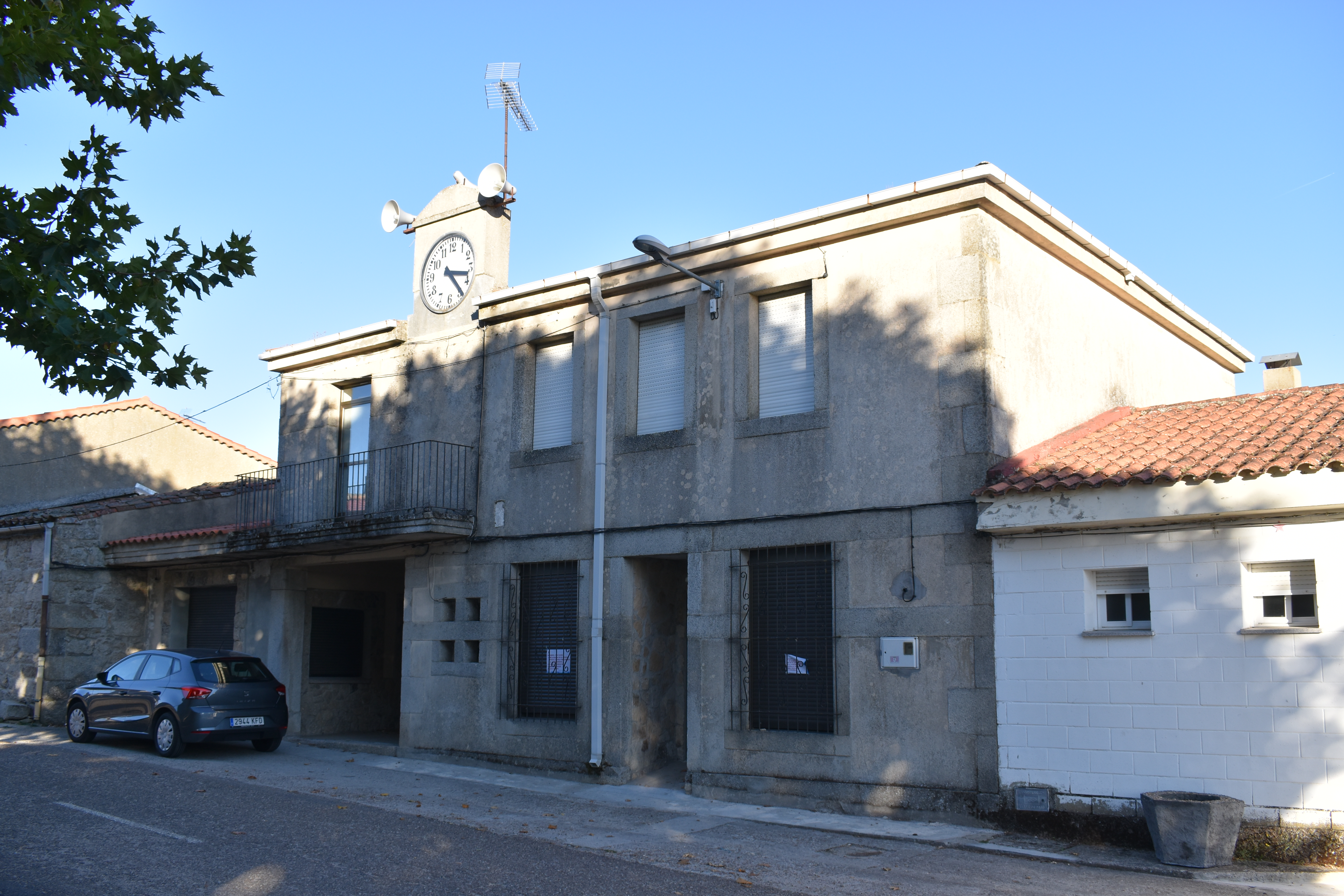
Mairie